# Lagunas de Ecuasal
Las Lagunas de Ecuasal, también conocidas como piscinas de Ecuasal, son un sistema de humedales artificiales ubicados en la provincia de Santa Elena, Ecuador, a 163 km de Guayaquil, conformado por dos áreas, las lagunas de Salinas (o lagunas de Ecuasal Salinas), ubicadas en la ciudad de Salinas y las lagunas de Pacoa (o humedal de Pacoa) a 10 km de Santa Elena, entre San Pablo y Monteverde.
Están ubicadas frente al mar, en la península de Santa Elena, a menos de 200 m de la línea costera, con una superficie de 1300 ha aproximadamente -Salinas 500 ha y Pacoa 800 ha- en un paisaje desértico. Es un sitio relevante para la observación de aves.
Fueron creadas con fines comerciales por la compañía Ecuatoriana de Sal y Productos Químicos C.A. (Ecuasal), la cual es propietaria y administradora de dos plantas de producción: Salinas y Pacoa.

## Clima
Las lagunas están ubicadas en la región litoral de Ecuador, área influida por la corriente de Humboldt. Las precipitaciones tienen un máximo de 250 mm anuales. La temperatura fluctúa entre 22 °C y 33 °C.

## Fauna
Habitan las lagunas más de 20 000 aves acuáticas (playeras y marinas) residentes y migratorias. Las aves migratorias presentes en invierno se reproducen en los humedales de Alaska, Canadá y Estados Unidos. En septiembre se han observado hasta 32 000 individuos de falaropo de Wilson, cifra que representa más del 2 % de la población global.
- Aves residentes: chorlitejo piquigrueso, chorlitejo patinegro, bienteveo de Baird (Myiodynastes bairdii), cotorrita celestial o lorito celeste, mosquerito blanquigrís (Pseudelaenia leucospodia), pagaza piconegra, semillero de pecho amarillo, colibrí colicorto (Myrmia micrura), zarapito trinador, gaviota de Wilson, gaviota cabecigrís, tortolita ecuatoriana, ratona superciliar (Cantorchilus superciliaris), colaespina collareja, chara coliblanca, chotacabras de Anthony (Caprimulgus anthonyi), turpial aliblanco, chimbito carmesí, pecholuna elegante (Melanopareia elegans) y saltón de capa negra (Arremon abeillei), entre otras.

- Presentes en invierno: gaviotín peruano (en peligro de extinción), flamenco chileno (casi amenazada), zampullín de pico grueso, correlimos menudo, playero de Alaska, charrán elegante y gaviota de Wilson.[2][3][4]

## Ecuasal
La compañía Ecuatoriana de Sal y Productos Químicos C.A. fue fundada en 1961, con el fin de producir sal yodada y fluorada. El sistema de producción consiste en ingresar por medio de tuberías el agua de mar a las piscinas para su evaporación, logrando la cristalización de la sal; luego se realizan los procesos de yodación y fluoración para comercializarlas. La producción anual es de unas 120 000 t de sal.
La empresa colabora con los ornitólogos y apoya toda actividad tendiente a la conservación de las aves y el ambiente.

## Protección
En la zona se realizó la marcación de 6400 aves playeras mediante anillamiento en el periodo 1991 - 2000, para el seguimiento de sus rutas migratorias, y en el periodo 1988 - 2005 se realizaron más de doscientos censos de aves acuáticas.
Entre 1994 y 1997 se dictaron conferencias de educación ambiental en las localidades cercanas y se propiciaron visitas de estudiantes a las piscinas.
Las lagunas fueron designadas áreas importantes para la conservación de las aves (IBA) por Birdlife International: el humedal Pacoa en 2005 con categorías A4i, A4iii, y las lagunas de Ecuasal Salinas en 2008, con categorías A1, A2, A4i, A4iii.
El 16 de enero de 2007 fueron incluidas en la red hemisférica de reservas para aves playeras como sitio de categoría regional.
Se desarrolla el proyecto «Conservando IBAs prioritarias para las aves acuáticas migratorias en Ecuador» auspiciado por el NMBCA (acta para la conservación de aves neotropicales migratorias) del Servicio de pesca y vida silvestre de los Estados Unidos,  cuyos objetivos son apoyar la conservación de las aves acuáticas de las piscinas artificiales de Ecuasal, promover un programa de investigación y monitoreo de las poblaciones de aves a largo plazo y hacer actividades de educación ambiental relativa a las aves, implementando el «Programa de educación ambiental y fortalecimiento de capacidades locales».
La zona de la laguna Salinas es una de las áreas que más se ha investigado biológicamente en Ecuador, principalmente por el naturalista holandés Ben Haase, director del museo de las Ballenas en Salinas, quien durante veinte años recolectó información acerca de las aves y otras especies de la fauna. En 2011 publicó, con el apoyo económico de la empresa y el US Fish and Wildlife Service,  (Servicio de pesca y vida silvestre de Canadá), el libro Aves marinas del Ecuador continental y acuáticas de las piscinas artificiales de Ecuasal, obra que contiene fichas informativas de las aves. Entre los datos aportados, la sección acerca de las cantidades de ejemplares está basada principalmente en la información recopilada en la península de Santa Elena y, dentro de ella, en las lagunas de Ecuasal Salinas, indicando además veintinueve sitios de observación.

## Amenazas
En Pacoa: a pesar de no estar en una zona urbanizada, hay poblados en las cercanías y frente a la laguna discurre una carretera principal, por lo cual los riesgos están representados por la contaminación por desechos, la caza y la quema de vegetación en los alrededores.
En Salinas: la laguna está en una zona urbana, por lo que la construcción de obras de infraestructura a su alrededor representa una amenaza. También el turismo y la depredación de nidos de aves por parte de animales domésticos. 